# Stara Huta, Dunaiivți
Stara Huta (în ucraineană Стара Гута) este o comună în raionul Dunaiivți, regiunea Hmelnîțkîi, Ucraina, formată numai din satul de reședință.

## Demografie
Componența lingvistică a comunei Stara Huta
     Ucraineană (99,61%)
     Alte limbi (0,39%)
Conform recensământului din 2001, majoritatea populației comunei Stara Huta era vorbitoare de ucraineană (99,61%), existând în minoritate și vorbitori de alte limbi.